# Aanslagen door de IRA in Nederland
De aanslagen door de IRA, voluit het Iers Republikeins Leger (Engels: Irish Republican Army), in Nederland zijn op 1 mei 1988 en 27 mei 1990 gepleegd. Hierbij is er een autobom in Nieuw Bergen tot ontploffing gebracht, een liquidatie in Roermond uitgevoerd en een aanslag in Roermond gepleegd. Vermoedelijk werd ook de liquidatie van Richard Sykes, een Britse ambassadeur, in 1979 door de IRA uitgevoerd.
IRA is de verzamelnaam van verschillende paramilitaire groepen die een eilandbrede Ierse staat zonder banden met het Verenigd Koninkrijk nastreefden. Om dit doel te behalen werd geweld niet geschuwd. De periode van aanslagen in Nederland vond plaats tijdens 'The Troubles'. Dit etnisch-nationalistisch conflict in Noord-Ierland leidde tot een burgeroorlog tussen 1960 en 1998. De IRA was als een van de strijdende partijen nauw betrokken.

## IRA in Nederland
Na een interne breuk is de IRA in 1969 opgesplitst in twee groeperingen: het Voorlopig Iers Republikeins Leger (Engels: Provisional Irish Republican Army) en het Officieel Iers Republikeins Leger (Engels: Official Irish Republican Army). Beide organisaties hielden vol dat zij de 'echte' IRA waren. Media houden daarom vaak vast aan de algemene benaming 'IRA' in artikelen. In Nederland en Europa was tussen 1969 en 2005 de PIRA actief door middel van het plegen van aanslagen en uitvoeren van liquidaties. De OIRA voerde enkel aanslagen uit in Noord-Ierland en het Verenigd Koninkrijk.
In 2005 is de PIRA ontbonden, nadat in 1998 al het Goedevrijdagakkoord werd ondersteund. De organisatie staat in het Verenigd Koninkrijk en Ierland op de lijst van terroristische organisaties. De opheffing van de PIRA heeft tot het ontstaan van het Echte Iers Republikeins Leger (Engels: Real Irish Republican Army) geleid.
De PIRA was de meest actieve paramilitaire organisatie tijdens de Troubles-periode in Noord-Ierland. De groep noemde de gevoerde campagne ook wel de 'Long War'. Vanaf 1970 begonnen zij met het rekruteren, trainen en bewapenen van strijders om een guerrilla-oorlog te kunnen uitvoeren.
De 'Long War' typeerde zich door ook een Europese strategie te hebben. In 1972 werd Noord-Ierland onder Brits toezicht geplaatst. Hierop koos de PIRA ervoor Britse doelwitten in Europa te identificeren. Dit moest makkelijker zijn door een verminderde beveiliging, en voor shockerende berichten in het buitenland zorgen. Zo zijn er onder andere aanslagen gepleegd in Nederland, Duitsland en België. Aanslagen buiten Nederland zijn:
- 28 augustus 1979: een bom ontploft op het podium in Brussel, wanneer een groep Britse legermuzikanten zich opmaakt voor een show[3]. Vier Britse soldaten en elf bezoekers raken gewond.
- 16 februari 1980: de Britse kolonel Marc Edward Coe wordt neergeschoten in zijn auto terwijl hij bij zijn huis aankomt. Hij overleeft de liquidatie niet[4][5].
- 23 maart 1987: een autobom explodeert in Rheindahlen tijdens een sociaal evenement van de NATO. 31 mensen raken gewond, er vallen geen doden[6].

## 22 maart 1979: liquidatie van de Britse ambassadeur Richard Sykes
Zie Aanslag op Richard Sykes voor het hoofdartikel over dit onderwerp.

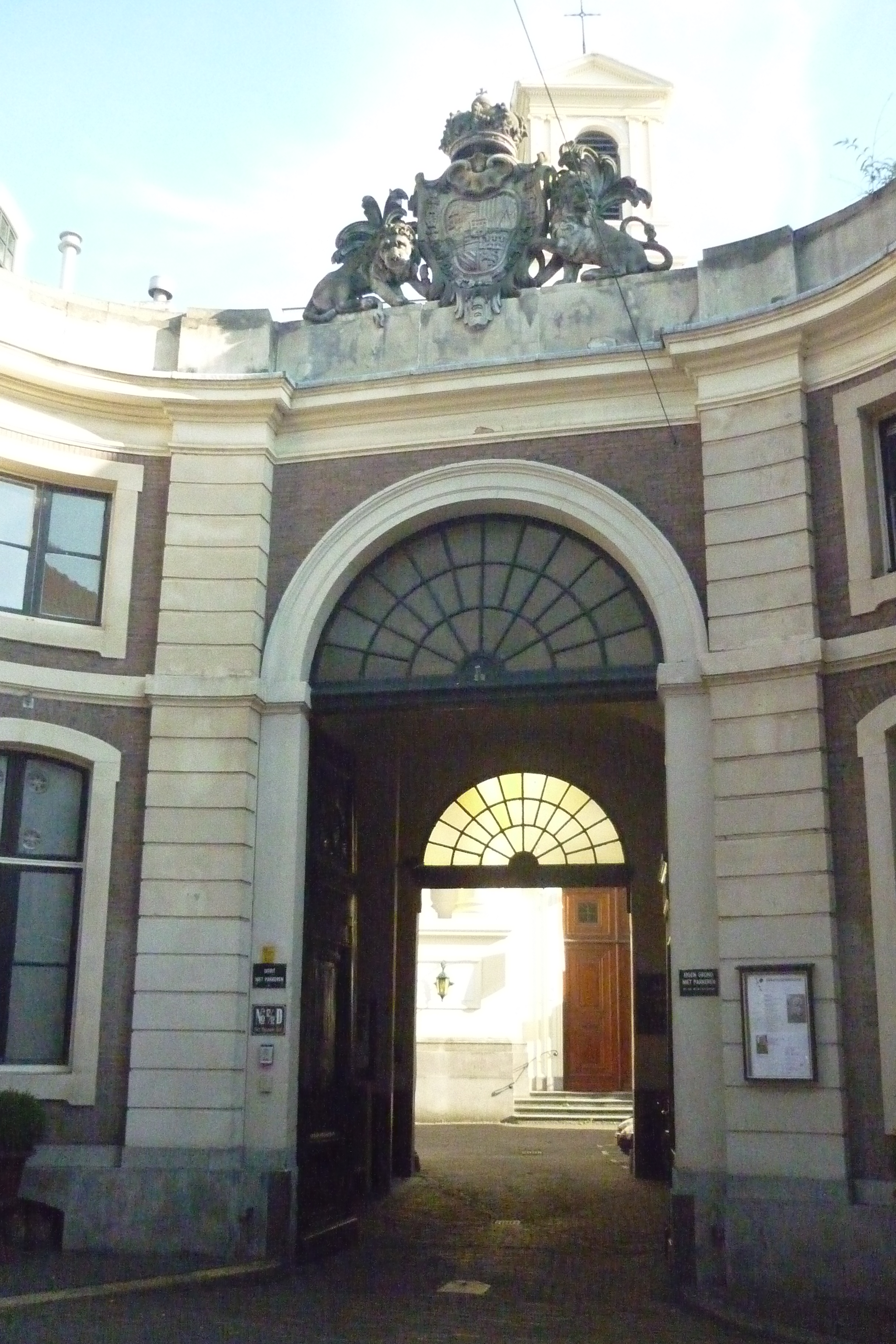
De poort in Den Haag waar Richard Sykes werd geliquideerd.

Op 22 maart 1979, 's ochtends negen uur, zijn de Britse ambassadeur Richard Sykes en zijn bediende Karel Straub neergeschoten. Twee mannen, vermoedelijk leden van de PIRA, wachtten de ambassadeur op bij zijn ambtswoning in Den Haag toen hij zijn auto wilde instappen. Diplomate Alyson Bailes en chauffeur Jack Wilson, inzittenden van de auto, hebben de liquidatie ongeschonden overleefd.
De Nederlandse opsporingsdienst heeft nooit uit onderzoek kunnen vaststellen wie er verantwoordelijk is geweest voor de liquidatie. Wel is geconcludeerd dat er met een afwijkend kaliber kogels is geschoten, dat toen door de PIRA werd gebruikt. Ook toenmalig recherchechef J. Van der Wolk vermoedde dat de PIRA achter de liquidatie zat, liet hij blijken uit een interview in 1989: "Het was politiek terrorisme. Punt."
Hoewel volgens bronnen uit Noord-Ierland en persbureau Reuter in 1979 werd gesteld dat de PIRA achter de aanslag zat, heeft de organisatie de aanslag nooit opgeëist.

## 1 mei 1988: liquidatie in Roermond en autobom in Nieuw Bergen
Op 1 mei 1988 voerde de IRA twee aanslagen uit in Nederland. Er werd een autobom in Nieuw Bergen tot ontploffing gebracht waarbij twee doden vielen, en er werd een liquidatie gepleegd in Roermond waarbij één dode viel.
De twee aanslagen waren een wraakactie voor het doden van drie IRA-leden in Gibraltar door de Britse Special Air Service op 6 maart 1988. Dit staat ook bekend als 'Operatie Flavius'.

De slachtoffers van de aanslag op 1 mei 1998 zijn drie soldaten van de Britse luchtmacht, de Royal Air Force. Dit waren Ian Shinner, John-Miller Reid en John-Dunn Baxter. Het was het zwaarste verlies van het Britse leger tijdens de periode van 'The Troubles'. De twee aanslagen zijn door de IRA opgeëist middels een statement en opgestuurd naar de BBC in Belfast:

Vertaald: "We hebben een simpele boodschap voor Margaret Thatcher. Laat Ierland los en er zal vrede zijn. Zo niet dan zal er geen veilige plek zijn voor jouw militair personeel, en zul je regelmatig op luchthavens gedode militairen in ontvangst moeten nemen."

### Liquidatie in Roermond
De eerste aanslag op 1 mei vond plaats in Roermond in de vorm van een liquidatie. Rond één uur 's nachts waren drie Britse soldaten op de terugweg naar hun standplaats RAF Wildenrath in West-Duitsland, toen zij onder vuur werden genomen. Tussen de 25 en 30 kogels hebben de auto getroffen en Ian Shinner gedood. De twee andere inzittenden, I.Lewis en R.Garth, hebben de aanslag met verwondingen overleefd.

### Autobom in Nieuw Bergen
Rond twee uur 's nachts, een half uur later dan de liquidatie op 1 mei in Roermond, werd een autobom tot ontploffing gebracht in Nieuw Bergen. Drie Britse soldaten, John-Dunn Baxter, John-Miller Reid en Andrew Kelly, verlieten de Bacchus-discoteek en namen plaats in hun auto. Hierop werd de autobom tot ontploffing gebracht en kwamen John-Dunn Baxter en John-Miller Reid om het leven. Andrew kelly werd met serieuze verwondingen afgevoerd en overleefde de aanslag. De getroffen soldaten waren gelegerd in een militaire basis in Laarbruch, West-Duitsland.

## 27 mei 1990: aanslag in Roermond
Zie Aanslag in Roermond op 27 mei 1990 voor het hoofdartikel over dit onderwerp.
Op 27 mei 1990 is een aanslag in Roermond gepleegd door de IRA. De IRA zag vier Australische toeristen aan voor Britse militairen. Op de markt in Roermond werden zij rond elf uur 's avonds onder vuur genomen toen zij naar hun auto liepen vanuit een Chinees restaurant. Hierbij zijn Stephen Melrose en Nick Spanos gedood door meerdere kogels. De twee andere toeristen bleven ongedeerd. De IRA heeft op 28 mei 1990 verantwoordelijkheid opgeëist voor de aanslag, en bekend gemaakt dat het een vergissing was die zij diep betreuren.

### Vergissing
De aanslag kreeg extra aandacht omdat het een vergismoord betrof. De RAF had militaire basissen in West-Duitsland, namelijk Wildenrath, Bruggen en Rheindahlen. Roermond was een veel gekozen uitgaansplek voor deze Britse militairen. IRA-leden wisten hiervan af en hielden de stad in de gaten. Zij identificeerden Britse soldaten veelal aan de hand van een speciaal voor soldaten uitgegeven kenteken op de auto's. In reactie hierop besloten de Britten geen speciale kentekens meer uit te geven en gebruik te maken van normale Britse kentekens. Dit zorgde ervoor dat Britse soldaten en burgers niet meer van elkaar te onderscheiden waren aan de hand van het kenteken. Het viertal toeristen reed in een Britse huurauto rond, waardoor zij een Brits kenteken hadden. De daders van de aanslag waren hierdoor in de veronderstelling dat het Britse soldaten betrof.

### Veroordeling
Tot grote verontwaardiging van Nederlandse aanklagers en de familie van de slachtoffers, zijn de daders nooit veroordeeld voor het plegen van de aanslag. In juni 1990 zijn Gerard Harte, Sean Hick, Paul Hughes en Donna Maguire opgepakt in Meerle, België, en uitgeleverd aan Nederland. De openbaar aanklager eiste 20 jaar celstraf voor moord. Hick, Hughes en Maguire werden echter vrijgesproken bij gebrek aan bewijs. Harte werd tot acttien jaar cel veroordeeld, ging in hoger beroep bij het gerechtshof in Den Bosch alsnog vrijuit. Ook oordeelde de rechtbank in Roermond dat er te weinig bewijs was om aan te tonen dat het viertal lid was van de IRA. Harte keerde terug naar Ierland. Hughes, Hick en Maguire werden uitgeleverd aan Duitsland, waar zij verdacht werden van een andere IRA-aanslag. In Duitsland zijn zij vrijgesproken na een hoger beroep. Donna Maguire werd als enige van de groep ook verdacht van het plegen van een bomaanslag in Osnabrück in 1989. Hoewel ze schuldig werd bevonden en een celstraf van negen jaar ontving, ging ze vrijuit omdat ze al zes jaar in gevangenschap had geleefd door de verschillende rechtszaken.
Desmond Grew, een IRA-lid dat vermoedelijk betrokken is geweest bij het organiseren van de aanslag in Roermond, is later in 1990 omgekomen bij een beschieting op een boerderij.

## Nederlandse serie 'The Spectacular'
Zie The Spectacular voor het hoofdartikel over dit onderwerp.

In 2021 is de Nederlandse serie 'The Spectacular' uitgebracht over de aanslag van 1990 in Roermond. De serie, geregisseerd door Willem Bosch, vertelt in vier afleveringen in gedramatiseerde vorm het verhaal achter de aanslag. De serie heeft lovende kritieken ontvangen van onder meer Trouw en de De Groene Amsterdammer. De serie heeft een score van 7,5 op het IMDb. 
Trouw: "‘The Spectacular’: spectaculair goed Nederlands drama over een enge periode."